# 阪急阪神エステート・サービス
阪急阪神エステート・サービス株式会社（はんきゅうはんしんえすてーとさーびす）は、大阪府大阪市に本社を置く日本の不動産会社である。阪急阪神東宝グループに属する。旧社名は阪神不動産だが、かつて阪神電気鉄道の子会社として大阪証券取引所に上場していた阪神不動産とは異なる会社である。

## 概要

### 沿革
阪急阪神エステート・サービスは、2001年（平成13年）3月に阪神電気鉄道傘下の不動産会社4社（尼崎センター、進和商事、阪神エステート・サービス、元町エステート）が合併して誕生した「阪神不動産」がルーツである（存続会社は尼崎センター）。
阪神不動産が誕生した当初は、会社規模の割に複数の事業を展開していたが、その後は阪神電気鉄道を始めとするグループ各社との間での事業再編を経て、現在の事業体制となった。
なお、同じ阪急阪神東宝グループである旧阪急不動産はマンションを中心に住宅分譲事業を大きく展開していたが、旧阪神不動産当時は住宅分譲事業は行っていなかった（過去には一戸建ての分譲事業を行っていた時期もあったが、のちに阪神不動産時代の親会社であった阪神電気鉄道に移管された）。
2018年4月1日を以て阪急阪神不動産（阪急不動産が同日に社名変更、阪急阪神ホールディングスの中核会社になる）の子会社となることから、併せて社名を阪神不動産から現在の「阪急阪神エステート・サービス株式会社」へと変更した。

### 現在の事業概要
- ショッピングセンター事業

阪神尼崎駅高架下のショッピングセンター「尼セン」の管理・運営を行っている。
- 駐車場事業

主に阪神電車の高架下において月極駐車場およびコインパーキングの管理・運営を行っている。
- 不動産事業

法人向け業務用不動産の仲介を行っている。
- データ・キーピング事業

奈良県奈良市において倉庫業を行っている。
- イベント事業

ハービスOSAKA内の「ハービスホール」の管理・運営および独自企画を行っている。